# Gemeinsamer Ausschuss
Der Gemeinsame Ausschuss ist ein nichtständiges Verfassungsorgan der Bundesrepublik Deutschland und grundsätzlich strikt subsidiär. Falls im Verteidigungsfall dem Zusammentreten des Deutschen Bundestages unüberwindliche Hindernisse entgegenstehen, übt er als Notparlament die Funktionen von Bundestag und Bundesrat aus. Der Gemeinsame Ausschuss besteht zu zwei Dritteln aus Abgeordneten des Bundestages und zu einem Drittel aus Mitgliedern des Bundesrates. Bisher trat in der Geschichte der Bundesrepublik noch nie ein Gemeinsamer Ausschuss zusammen.

## Rechtsgrundlagen
Die Rechtsgrundlagen für den Gemeinsamen Ausschuss wurden geschaffen durch das Siebzehnte Gesetz zur Änderung des Grundgesetzes vom 24. Juni 1968, mit dem die Regelungen für den Verteidigungsfall ins Grundgesetz eingefügt wurden.
Art. 53a des Grundgesetzes für die Bundesrepublik Deutschland:
(2) Die Bundesregierung hat den Gemeinsamen Ausschuss über ihre Planungen für den Verteidigungsfall zu unterrichten. Die Rechte des Bundestages und seiner Ausschüsse nach Artikel 43 Abs. 1 bleiben unberührt.
Art. 115e des Grundgesetzes für die Bundesrepublik Deutschland:
(2) Durch ein Gesetz des Gemeinsamen Ausschusses darf das Grundgesetz weder geändert noch ganz oder teilweise außer Kraft oder außer Anwendung gesetzt werden. Zum Erlaß von Gesetzen nach Artikel 23 Abs. 1 Satz 2, Artikel 24 Abs. 1 oder Artikel 29 ist der Gemeinsame Ausschuß nicht befugt.

## Erläuterungen
Der Gemeinsame Ausschuss besteht aus 48 Mitgliedern.
Der Ausschuss übernimmt die Aufgaben des Bundestages und des Bundesrates, wenn er im Verteidigungsfall mit zwei Dritteln der abgegebenen Stimmen und mindestens mit der Mehrheit seiner Mitglieder feststellt, „dass dem rechtzeitigen Zusammentritt des Bundestages unüberwindliche Hindernisse entgegenstehen oder dass dieser nicht beschlussfähig ist“. Die Bundesregierung muss den Ausschuss „über ihre Planungen für den Verteidigungsfall […] unterrichten“. Der Gemeinsame Ausschuss darf das Grundgesetz nicht ändern und weder Hoheitsrechte übertragen noch das Bundesgebiet neu gliedern.
Bildung und die Verfahrensregeln werden durch die vom Bundestag mit Zustimmung des Bundesrats beschlossene Geschäftsordnung für den Gemeinsamen Ausschuß (GemAusGO) geregelt.
Der Präsident des Deutschen Bundestages ist laut Geschäftsordnung von Amts wegen Mitglied des Gemeinsamen Ausschusses, er wird der Fraktion, der er angehört, angerechnet (§ 2 Abs. 2 GemAusGO). Gleichzeitig ist er Vorsitzender des Ausschusses (§ 7 Abs. 1 GemAusGO).
Der Gemeinsame Ausschuss setzt sich aus folgenden Mitgliedern zusammen (ordentliche Mitglieder und in Klammern stellvertretende Mitglieder, für die Bundestagsfraktionen jeweils alphabetisch angeordnet, Stand: 10. Juli 2025).
- Linke: 3
- SPD: 6
- Grüne: 4
- Union: 11
- AfD: 8

- Die Linke: 3
- SPD: 13
- Grüne: 5
- CDU/CSU: 19
- AfD: 8

| Julia Klöckner Bundestagspräsidentin und Vorsitzende (b) (c) | Julia Klöckner Bundestagspräsidentin und Vorsitzende (b) (c) | Julia Klöckner Bundestagspräsidentin und Vorsitzende (b) (c) | Julia Klöckner Bundestagspräsidentin und Vorsitzende (b) (c) | Julia Klöckner Bundestagspräsidentin und Vorsitzende (b) (c) |
| CDU/CSU-Fraktion                                             | AfD-Fraktion                                                 | SPD-Fraktion                                                 | Fraktion Bündnis 90/Die Grünen                               | Linken-Fraktion                                              |
| ------------------------------------------------------------ | ------------------------------------------------------------ | ------------------------------------------------------------ | ------------------------------------------------------------ | ------------------------------------------------------------ |
| Steffen Bilger (Cornell Babendererde)                        | Bernd Baumann (Gottfried Curio)                              | Sonja Eichwede (Wiebke Esdar)                                | Agnieszka Brugger (Misbah Khan)                              | Ina Latendorf (Desiree Becker)                               |
| Reinhard Brandl (Peter Beyer)                                | Stephan Brandner (Peter Felser)                              | Matthias Miersch (Johannes Fechner)                          | Katharina Dröge (Konstantin von Notz)                        | Sören Pellmann (Clara Bünger)                                |
| Alexander Hoffmann (Mark Helfrich)                           | Tino Chrupalla (Götz Frömming)                               | Siemtje Möller (Macit Karaahmetoğlu)                         | Britta Hasselmann (Omid Nouripour)                           | Heidi Reichinnek (Janine Wissler)                            |
| Hendrik Hoppenstedt (Ottilie Klein)                          | Stefan Keuter (Martin Hess)                                  | Dagmar Schmidt (Esra Limbacher)                              | Irene Mihalic (Julia Verlinden)                              |                                                              |
| Markus Koob (Günter Krings)                                  | Rüdiger Lucassen (Enrico Komning)                            | Dirk Wiese (Derya Türk-Nachbaur)                             |                                                              |                                                              |
| Thomas Röwekamp (Jens Lehmann)                               | Jan Ralf Nolte (Jörn König)                                  | Armand Zorn (Marja-Liisa Völlers)                            |                                                              |                                                              |
| Catarina dos Santos-Wintz (Andrea Lindholz)                  | Gerold Otten (Sebastian Münzenmaier)                         |                                                              |                                                              |                                                              |
| Jens Spahn (Jan-Marco Luczak)                                | Alice Weidel (Beatrix von Storch)                            |                                                              |                                                              |                                                              |
| Sebastian Steineke (Thomas Silberhorn)                       |                                                              |                                                              |                                                              |                                                              |
| Paul Ziemiak (Dieter Stier)                                  |                                                              |                                                              |                                                              |                                                              |
| (Johannes Wiegelmann)                                        |                                                              |                                                              |                                                              |                                                              |

| Land                   | Mitglied                                |
| ---------------------- | --------------------------------------- |
| Baden-Württemberg      | Thomas Strobl (Marion Gentges)          |
| Bayern                 | Joachim Herrmann (Florian Herrmann)     |
| Berlin                 | Iris Spranger (Kai Wegner)              |
| Brandenburg            | Dietmar Woidke (René Wilke)             |
| Bremen                 | Andreas Bovenschulte (Nancy Böhning)    |
| Hamburg                | Peter Tschentscher (Katharina Fegebank) |
| Hessen                 | Boris Rhein (Roman Poseck)              |
| Mecklenburg-Vorpommern | Manuela Schwesig (Simone Oldenburg)     |
| Niedersachsen          | Olaf Lies (Julia Hamburg)               |
| Nordrhein-Westfalen    | Hendrik Wüst (Mona Neubaur)             |
| Rheinland-Pfalz        | Michael Ebling (Philipp Fernis)         |
| Saarland               | Anke Rehlinger (Jürgen Barke)           |
| Sachsen                | Michael Kretschmer (Petra Köpping)      |
| Sachsen-Anhalt         | Reiner Haseloff (Tamara Zieschang)      |
| Schleswig-Holstein     | Daniel Günther (Aminata Touré)          |
| Thüringen              | Mario Voigt (N.N.)                      |

Die als ordentliche Mitglieder des Gemeinsamen Ausschusses benannten Mitglieder des Bundesrates sind derzeit je nach Bundesland entweder der Ministerpräsident oder der Innenminister des jeweiligen Landes.